# De Tomaso Mangusta

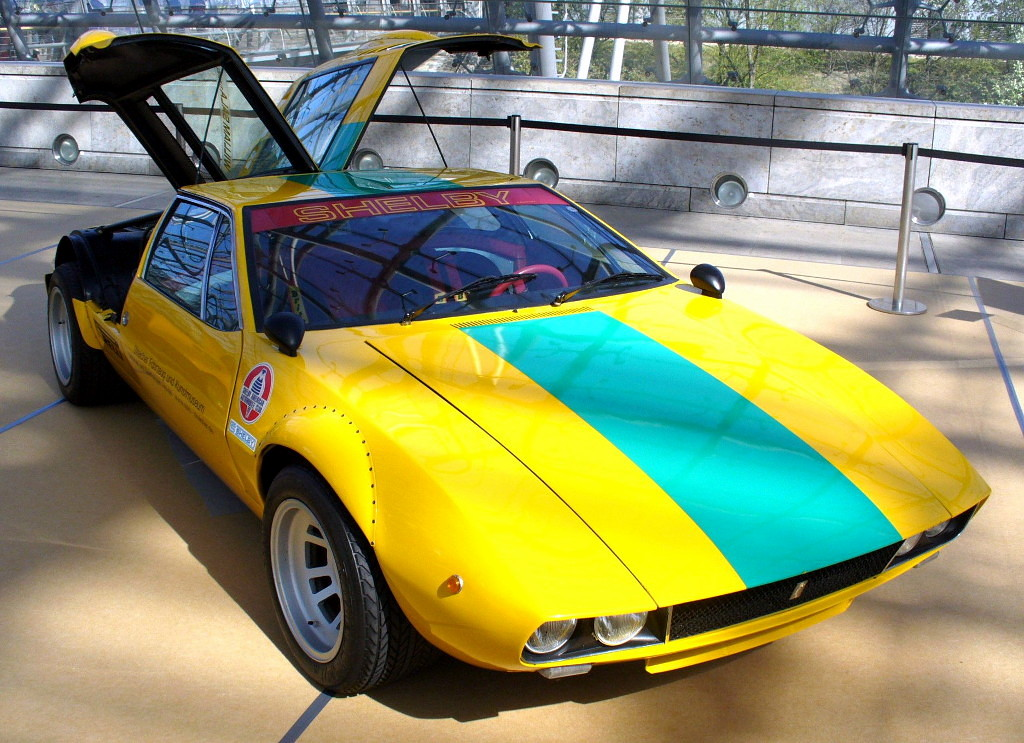
De Tomaso Mangusta Group 4 GT

De Tomaso Mangusta – samochód sportowy produkowany przez włoską firmę motoryzacyjną De Tomaso w latach 1967-1971. 

## Historia
De Tomaso Mangusta zastąpił model Vallelunga, oparty jest na tej samej płycie podłogowej. Nazwa "Mangusta" pochodzi od mangust, zwierząt, które mogą polować na kobry i je zjadać. Nazwa ta została nadana według pogłosek z powodu tego, że De Tomaso zostały obiecane silniki od Forda, które zaczęły być jednak montowane w samochodzie Shelby Cobra. Mangusta został zastąpiony w roku 1971 przez znacznie tańszy w produkcji model Pantera.
Obecnie istnieje mniej niż 200 z około 400 łącznie zbudowanych egzemplarzy modelu.

## Specyfikacje
Początkowo montowano silniki Ford 289 V8. Na rynku północnoamerykańskim centralnie montowano jednostkę Ford 302 V8 osiągającą moc 302 HP. Napęd przenoszony był poprzez 5-biegową manualną skrzynię biegów na oś tylną. Nadwozie zaprojektował Giorgetto Giugiaro. Zarówno na przedniej jak i tylnej osi zamontowano hamulce tarczowe. Prędkość maksymalna samochodu wynosiła 250 km/h (155 mph).
W latach produkcji Mangusta był samochodem stosunkowo tanim, procentowy rozkład masy równy 32/68 powodował, że samochód źle się prowadził. Samochód krytykowany był również za bardzo niski prześwit.

## Powrót
Nazwy Mangusta użyto ponownie pod koniec lat 90. i na początku XXI wieku, kiedy to prototyp De Tomaso Bigua został przemianowany na Qvale Mangusta, co stało się po sporze De Tomaso z firmą Qvale.